# Messier 106
Messier 106 (také M106 nebo NGC 4258) je spirální galaxie v souhvězdí Honicích psů. Objevil ji Pierre Méchain v roce 1781. Od Země je vzdálená okolo 23,8 milionů světelných let.
V jejím jádru se nachází obří černá díra s hmotností kolem 36 milionů hmotností Slunce. Je hlavním členem skupiny galaxií Honicích psů II.

## Pozorování

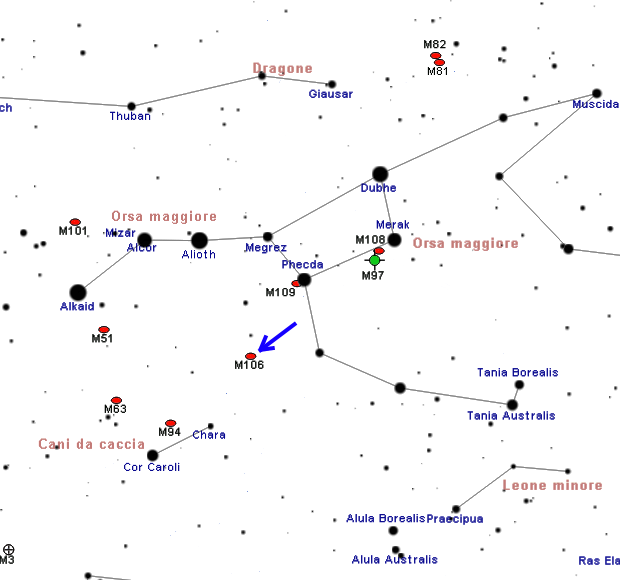
Poloha M 106 v souhvězdí Honicích psů

M106 se nachází přibližně 2° jižně od hvězdy 5. magnitudy 3 Canum Venaticorum, ležící 6° jihovýchodně od jasné hvězdy Phecda (γ UMa), která je součástí známého asterismu s názvem Velký vůz. Galaxie je velmi jasná, takže je za příznivých podmínek viditelná i pomocí triedru 10x50, ve kterém vypadá jako oválná skvrna. Malý hvězdářský dalekohled ukáže její velmi jasné jádro, ale až pomocí větších dalekohledů o průměru 150 či 200 mm je možné pozorovat některé podrobnosti, jako například nepravidelný jas podél jejího disku nebo spirální ramena.
M106 má velkou severní deklinaci, proto je na velké části severní polokoule cirkumpolární, a to ve většině Evropy a v části severní Ameriky. Naopak na jižní polokouli je viditelná pouze do středních zeměpisných šířek mírného pásu. Nejvhodnější období pro její pozorování na večerní obloze je od ledna do srpna.
40′ jihozápadně od M106 leží z boku viděná spirální galaxie NGC 4217, která by mohla být její satelitní galaxií,
ale leží v mnohem větší vzdálenosti 62 milionů světelných let, takže je spíše součástí Skupiny galaxií M 109.

## Historie pozorování
M106 objevil Pierre Méchain v červenci 1781. Popsal ji jako objekt umístěný mezi Velkou medvědicí a Honicími psy. Charles Messier tuto galaxii také pozoroval a změřil její polohu, ale nezařadil ji do svého katalogu, protože již byl vydán. Zařadila ji do něj až Helen Sawyerová Hoggová v roce 1947 spolu s objekty Messier 105 a Messier 107. Admirál Smyth ji popsal jako velmi velkou bílou oválnou mlhovinu protaženou od severozápadu na jihovýchod, jejíž střed je nejjasnější v jižní oblasti a jejíž spirální ramena jsou na okrajích velmi jasná. Heinrich Louis d'Arrest ji pozoroval dalekohledem o průměru 280 mm a popsal ji jako složitý objekt mající jasné jádro a ramena rozpínající se na sever a na jih.

## Vlastnosti
M106 je příkladem Seyfertovy galaxie. Neobvyklé rentgenové záření a radioteleskopem VLA pozorované rádiové vlny naznačují, že pravděpodobně část hmoty této galaxie padá do obří černé díry, která sídlí uprostřed galaxie. Hmotnost této černé díry se odhaduje na 36 milionů hmotností Slunce a její hmota je soustředěna v oblasti o poloměru 1/24 až 1/12 světelného roku, tedy 27 000 až 54 000 astronomických jednotek. Vzdálenost galaxie od Země se odhaduje na 23,8 milionů světelných let a její celková hmotnost na přibližně 190 miliard hmotností Slunce.

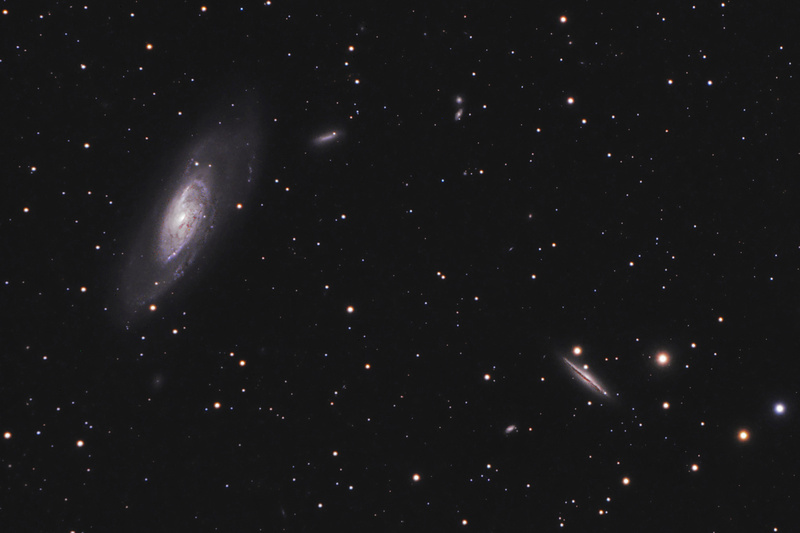
M 106 (vlevo) a vzdálenější NGC 4217 (vpravo dole)

M106 svým vzhledem připomíná galaxii v Andromedě (M31), ale je trochu jinak nakloněná, takže jsou při pohledu ze Země podrobně viditelné všechny útvary prašných mračen, které má ve svém galaktickém disku. Její spirální ramena jsou bohatá na HII oblasti, které se na snímcích zobrazují buď modrou nebo červenou barvou, podle toho, zda obsahují hvězdokupy velmi horkých a svítivých hvězd či nikoli.

## Supernovy
V této galaxii byly objeveny dvě supernovy:
- SN 1981K typu II, která v srpnu 1981 dosáhla magnitudy 16 či 17[7][15]
- SN 2014bc typu II, 19. května 2014 dosáhla magnitudy 14,8[7][15]

### Knihy
- O'MEARA, Stephen James. Deep Sky Companions: The Messier Objects. New York: Cambridge University Press, 1998. Dostupné online. ISBN 0-521-55332-6. (anglicky)

### Mapy hvězdné oblohy
- Toshimi Taki. Taki's 8.5 Magnitude Star Atlas [online]. 2005 [cit. 2018-02-28]. Dostupné v archivu pořízeném dne 2018-11-05. (anglicky) - Atlas hvězdné oblohy volně stažitelný ve formátu PDF.
- TIRION; RAPPAPORT; LOVI. Uranometria 2000.0 - Volume I - The Northern Hemisphere to -6°. Richmond, Virginia, USA: Willmann-Bell, inc., 1987. Dostupné online. ISBN 0-943396-14-X.
- TIRION; SINNOTT. Sky Atlas 2000.0. 2. vyd. Cambridge, USA: Cambridge University Press, 1998. ISBN 0-933346-90-5.
- TIRION. The Cambridge Star Atlas 2000.0. 3. vyd. Cambridge, USA: Cambridge University Press, 2001. Dostupné online. ISBN 0-521-80084-6.